# Брык
Брык — столовая гора-останец в Андроповском районе Ставропольского края России, комплексный геолого-геоморфологический памятник природы регионального значения. С 2013 года входит в перечень особо охраняемых природных территорий (ООПТ) краевого значения в Ставропольском крае.

## Происхождение названия
Считается, что название горы связано с её крутым обрывом и происходит от слова «брык» (падение, скачок, уступ): по легенде, живший в этой местности татарский хан Султан в период Кавказской войны совершил самоубийство, спрыгнув вместе со своим конём с обрывистого уступа горы.

## Географическое положение
Расположена в южной части Прикалаусских высот Ставропольской возвышенности, в правобережье истоков реки Калаус. Высота над уровнем моря — 688 метров, площадь окружности — 12 км². Находится в 2 км юго-восточнее села Султан и в 6 километрах западнее села Крымгиреевского. C юга на север прорезана Крымгиреевским тоннелем (длина 6,1 м) магистрального канала второй очереди БСК, подающего воду из реки Кубань в направлении от горы Брык до села Александровского.

## Геологическое строение
Представляет собой эрозионно-денудационный останец с платообразной вершиной, обрывистым западным и пологим восточным склонами. Сложена глинами, песками, известняками нижнего и среднего неогена (миоцена) с обильными остатками фауны моллюсков.

## Флора и фауна
Через вершину горы проходит государственная защитная лесополоса «Волгоград — Элиста — Черкесск» общей протяжённостью 570 км, состоящая из четырёх полос шириной 60 м (расстояние между полосами — 300 м) и включающая в себя дикорастущие и культурные растения (дуб, ясень, тополь, акация, вяз, сосна, клён, шелковица, абрикос, грецкий орех, алыча и др.). Северный, западный и южный склоны покрыты грабово-ясеневым лесом с подлеском из боярышника, клёна, бересклета, бузины.
На незалесенных участках сохранилась целинная луговая и степная растительность (ковыли, пион узколистный, шаровница точечная, эремурус представительный, терескен серый, каркас гладковатый). На песчано-каменистых местах произрастают: смолёвка приземистая, астра ложноитальянская, гвоздика бледноцветная, ястребинка могучая, грудница мохнатая, зубчатка обыкновенная, дубровник белый, бессмертник песчаный и др.
Из представителей животного мира встречаются: барсук, заяц, синица, кобчик полевой, воробей, степной орёл, полевой жаворонок и др. В 2016 году из государственного природного заказника краевого значения «Стрижамент» сюда были завезены пятнистые олени.

## Охрана природы
В 1961 году постановлением бюро Ставропольского краевого комитета КПСС и исполкома краевого Совета депутатов трудящихся от 15.09.1961 № 676 «О мерах по охране природы в крае» гора Брык объявлена памятником природы краевого значения, а в 2013 году включена в перечень ООПТ краевого значения в Ставропольском крае, утверждённый приказом министерства природных ресурсов и охраны окружающей среды Ставропольского края от 18.01.2013 № 14.
Общая площадь геолого-геоморфологического памятника природы «Гора Брык» составляет 1082 га. Основными объектами охраны ООПТ являются: гора, сложенная неогеновыми отложениями; разнообразие природных ландшафтов (грабово-ясеневый лес с подлеском из боярышника и клёна; на песчано-каменистых местах — смолёвка приземистая, астра ложноитальянская, гвоздика бледноцветная и др.).
В перспективе планируется создание комплексного государственного природного заказника регионального значения «Брык» общей площадью 530 га с целью охраны участка разнотравно-злаковой степи.

## Археологические памятники
Гора Брык относится к числу памятников природы Ставропольского края, совмещённых с памятниками археологии. В ходе исследований в границах ООПТ выявлены насыпной курган и пещера с культурным слоем. Указанные объекты всё ещё остаются недостаточно изученными.

### Султановский курган
На вершине горы находятся остатки кургана, именуемого Султановским (по названию близлежащего села Султан). По имеющимся данным его высота составляла приблизительно 8,5 м, окружность — 75 м, диаметр площадки наверху — 17 м. Под курганом помещался прямоугольный склеп, выложенный из отёсанных каменных блоков и массивных глыб песчаника, внутри которого имелось парное захоронение с погребальным инвентарём. Существует предположение, что подкурганная гробница могла быть возведена «представителю знати (возможно региональному правителю) в конце IV—III в. до н. э.». Исследователи также отмечают, что обнаруженный на горе Брык каменный склеп «совершенно не характерен для погребальных сооружений Северного Кавказа и в то же время довольно обычен для греческих гробниц в Северном Причерноморье».

### «Пещерный монастырь»
Прямо под курганом расположена пещера искусственного происхождения, где, согласно преданию, находился подземный монастырь. Пространство пещеры образовано несколькими коридорами, в стенах которых выдолблены ниши для икон и небольшие камеры, возможно использовавшиеся как кельи. «Монастырь» предположительно мог составлять единый комплекс вместе с погребальным курганом и служить прибежищем сначала для древних христиан, а позднее — для местных монахов. Однако подобные версии пока не получили научного подтверждения.